# Jos Ho Sack Wa
Jocelijn Delano Romeo (Jos) Ho Sack Wa (Paramaribo, 29 september 1953 – aldaar, 14 maart 2024) was een Surinaams taekwondoka en zangvogelsporter. Hij was nationaal kampioen taekwondo en had zijn eigen selectie. Hij zat in diverse sportbesturen, waaronder als voorzitter van de Surinaamse Zangvogel Bond.

## Biografie
Jos Ho Sack Wa werd geboren in Paramaribo en leerde de beginselen van de shotokan karate in Frans-Guyana. Later vestigde hij zich definitief in Suriname. Begin 1973 sloot hij zich aan bij de taekwondoschool Ko Dang Kwan van Frank Doelwijt.
Ho Sack Wa werd in 1973 de eerste Surinaams nationaal kampioen taekwondo. Zijn vliegende beentechnieken leverden bewondering op, evenals zijn zelfdiscipline, doorzettingsvermogen, visie op de vechtsport en respect voor andere mensen. In 1976 slaagde hij voor de zesde dan. Hij werd ook bondscoach van het Surinaamse taekwondoteam tijdens internationale toernooien. In 1977 nam hij zitting in het bestuur van de dat jaar opgerichte Surinaamse Taekwondo Associatie als commissaris.
Naast vechtsporter, was Ho Sack Wa een fervent zangvogelsporter. Hij was ook enige tijd voorzitter van de Surinaamse Zangvogel Bond.
Ho Sack Wa trad op een gegeven moment toe tot de dangraden-examencommissie van de Amateur Karate Unie die door Cecil Tirion was opgericht. In 2019 behoorde hij met Tririon, Willem Feller en Iwan Lindveld nog tot de commissie die examens aflegde.
Op 14 maart 2024 overleed hij in het Diakonessenhuis in Paramaribo. Jos Ho Sack Wa is 70 jaar oud geworden.